# Dufin
Dufin (Divin) ist eine der indonesischen Kei-Inseln.

## Geographie
Dufin liegt an der Westküste von Kei Besar. Dufin gehört zum Distrikt (Kecamatan) Kei Besar Selatan  des Regierungsbezirks (Kabupaten) der Südostmolukken (Maluku Tenggara). Dieser gehört zur indonesischen Provinz der Molukken (Maluku).